# Амфилохий (Стергиу)
Митрополи́т Амфило́хий (греч. Μητροπολίτης Αμφιλόχιος, в миру Нико́лаос Стерги́у, греч. Νικόλαος Στεργίου; род. 6 сентября 1961, Мегара) — епископ Константинопольской православной церкви; митрополит Адрианопольский (с 2014), ипертим и экзарх всего Гемимонта.

## Биография
Родился 6 сентября 1961 года в городе Мегара, в Аттике, в Греции.
Окончил Афинский университет. Проходил служение в Мегарской митрополии.
6 мая 1984 года в ставропигиальном монастыре Святой Параскевы (Ιερά Μονή Αγίας Παρασκευής Μαζίου) в Мази был пострижен в монашество.
Выдвигался кандидатом на замещение митрополичей кафедры в Яннинской митрополии, но не был утверждён на заседании Священного Синода Элладской церкви.
3 октября 2014 года решением Священного Синода Константинопольского патриархата избран титулярным митрополитом Адрианопольским с поручением представлять интересы патриархата в Афинах.
18 октября 2014 года в Георгиевском соборе на Фанаре хиротонисан в сан епископа и возведён в достоинство митрополита. Хиротонию совершили Патриарх Варфоломей, митрополит Милетский Апостол (Вулгарис), митрополит Иерапитнийский и Ситийский Евгений (Политис), митрополит Дидмотихский Дамаскин (Карпафакис), митрополит Иконийский Феолипт (Фенерлис), митрополит Камерунский Григорий (Стергиу) (Александрийский Патриархат), митрополит Нилопольский Геннадий (Стандзиос) (Александрийский Патриархат), митрополит Прусский Елпидифор (Ламбриниадис), епископ Бачский Ириней (Булович) (Сербский Патриархат).
15 декабря 2018 года участвовал в Объединительном соборе украинской православных церквей и входил в состав президиума собора; 3 февраля 2019 года присутствовал на интронизации предстоятеля Православной церкви Украины (ПЦУ) митрополита Епифания (Думенко), а 26 мая 2019 года принимал участие в хиротонии нового архиерея ПЦУ — епископа Ольвийского Епифания (Димитриу).

## Награды
- Орден «За заслуги» III степени (Украина, 4 января 2019 года) — за выдающуюся деятельность, направленную на укрепление авторитета православия в мире, утверждение идеалов духовности и милосердия, весомый личный вклад в развитие автокефальной поместной Православной Церкви Украины[9].